# Gold Coast
Gold Coast (IPA: [ɡəʊld kəʊst], a. m. Aranypart) város és helybeli kormányzati terület  az ausztráliai Queensland állam délkeleti sarkában, a Korall-tenger partján. Ez az állam második legnagyobb városa és a hatodik legnagyobb az országban, 554 628 fővel. A város nevezetes látványosságai a felhőkarcolók, a szörfözésre kiváló tengerpartok, illetve a kiterjedt csatornák.
A Gold Coast - Tweed Heads tengerparti (Csendes-óceán parti) egybefüggő térség népessége folyamatosan növekszik. 2021-ben az agglomeráció 671386 fő népességgel rendelkezett, amelyből 607665 volt Gold Coast lakossága. 

## Története
A partvidék mellett Cook kapitány hajójával már 1770-ben elhaladt, de csak 1840-ben térképezték fel a területet. Ezután megjelentek az első telepesek. Az 1800-as évek közepén kezdte nagy számban vonzani a fakitermelőket a régió, majd 1865-ben Nerang települést (nevét a helyi bennszülöttek neerang szaváról kapta, ami azt jelenti, hogy „lapátorrú cápa”) ipari bázisaként létrehozták. Southport települést 1875-ben hozták létre (jelenleg az egyik városrésze Gold Coast-nak). 1885-ben Queensland kormányzója, Musgrave nyaralót épített egy Southporttól északra fekvő dombon, aminek köszönhetően a környező tengerparti terület Brisbane gazdag és befolyásos embereinek üdülőhelyeként vált ismertté. 1889-ben vasútvonal épült a városig, és hamarosan számos vendégház és szálloda létesült a part mentén. Az ekkor még csak 1230 lakosú Southport 1902-ben várossá alakult. A régió állandó lakossága 1925-ig lassan növekedett, amikor egy új parti utat építettek Brisbane és Southport között. Ugyanebben az évben Jim Cavill megépítette a Surfers Paradise szállodát Southporttól 2 km-re délre, ezzel megkezdődött az igazi turisztikai fellendülés. Az 1930-as években megnőtt a Brisbane-ből érkező nyaralók száma. 1935-re a Southport és az új-dél-walesi határ közötti parti sáv egy részét lakótelepekkel és szállodákkal építették be. Az 1940-es években a déli partvidék a második világháborúból hazatérő katonák számára lett népszerű nyaralóhely, majd az évtized végén már „Aranypartnak” nevezték a területet. A brisbane-i újságírók azért kezdték „Aranypartnak” (gold) nevezni a tengerpartot, mert a háború utáni ingatlanboomban a Brisbane-től délre fekvő partvidék,  ezen a helyen lehetett földet vásárolni és eladni.  A fejlesztések eredményeképpen üdülőapartmanok és bevásárlóutcák épültek. Az 1950-es években a Paradise Island, a Chevron Island és a Capri-sziget csatornás lakóparkjai voltak az első modern, nagyobb területfejlesztések. A „Gold Coast” elnevezést 1958. október 23-án a South Coast Tanácsa hivatalosan is elfogadta. Queensland állam kormánya 1959. május 16-án Gold Coastot várossá nyilvánította.  Az 1960-as évekre az infrastruktúra javult, ekkor kezdődött a magas építésű apartmanok és szállodák építése. Az első ilyen épület, a Kinkaboolt 1959-ben készült el. A Gold Coast-i repülőtér terminálját 1982-ben adták át, ekkorra már nagyobb repülőket is tudott fogadni. A város Ausztrália legismertebb családi üdülőhelyévé vált, és a parttól számított 10 km-es körzetben szinte minden szabad területet beépítettek. Az 1970-es és 1980-as években ingatlanbefektetések (1980-as években főleg japán) történtek, és vidámparkok (a Dreamworld és a Sea World) létesültek, amelyek megszilárdították Gold Coast nemzetközi turisztikai hírnevét. A Sea World volt az első, 1972-ben nyitották meg, jelenleg a Warner Brothers és a Village Roadshow tulajdonában van. Majd 1981-ben megnyílt a Dreamworld Coomerában. 1984-ben a Cades County Waterpark (később Wet n Wildra neveztek át), majd 1991-ben megnyilt a Warner Bros. Movie World is. Az 1980-as években néhány etikátlan üzleti gyakorlat és az állami kormányzat korrupciója rontotta az üzleti hírnevet, az 1990-es években az ingatlan-zsarolás által a befektetőket arra vették rá, hogy prémium árakat fizessenek az új Gold Coast-i ingatlanfejlesztésekért, amik felvitték az árakat, de az ezredfordulóra Gold Coast megszabadult kétes múltjától.  Innetől kezdve ismét egy fellendülési időszak következett. Ismét megnyitották a Brisbane felé közlekedő vonatjáratot,  megépítették a Pacific Motorway autópáláyt, hatalmas bevásárlóközpontok, sportstadionok, valamint jelentős út- és egyéb infrastrukturális fejlesztések valósultak meg.

### Toronyházak
A 2000-es évektől sorra épülnek az újabb toronyházak, amelyek közül jelenleg a 2005-ben átadott 322,5 méter magas, 78 emeletes Q1 Tower nevű (Queensland Number One rövidítése) felhőkarcoló a legmagasabb. 2011-ig a világ legmagasabb lakóépülete volt.
Az első 150 métert meghaladó toronyház a Skyline North Tower (Chevron Tower 2) volt, amelyet 2004-ben adtak át, 50 emeletes és 158 méter magas . Azóta több is épült és jelenleg is folymatban van több épület kivitelezése is.
- Q1 Tower (322.5 méter magas, 78 emeletes, átadás éve: 2005)
- Cypress Palms Tower 1 (305.2 méter magas, 90 emeletes, várható átadása 2027)
- Iconica Residences North Tower (264.7 méter magas, 80 emeletes, várható átadása 2026)
- Ocean (264.6 méter magas, 75 emeletes, átadás éve: 2022)
- Cypress Palms Tower 2 (261.6 méter magas, 76 emeletes, várható átadása 2027)
- Soul (242.6 méter magas, 76 emeletes, átadás éve: 2012)
- Circle on Cavill North Tower (219.5 méter magas, 70 emeletes, átadás éve: 2007)
- Victoria and Albert Residences (Tower 2) (218 méter magas, 64 emeletes, várható átadása 2026)
- Epsilon (216.2 méter magas, 66 emeletes, várható átadása 2025)
- Hilton Surfers Hotel & Residences Orchid Tower (187.9 méter magas, 58 emeletes, átadás éve: 2011)

### Csatornaparti lakóterületek
A város jellegzetessége, hogy a szárazföld irányába számos csatornát alakítottak ki (ehhez hasonlóra Floridában van példa), ezeken a területeken zöldövezeti, főleg családi házakat és villákat építettek. A Spit és South Stradbroke Island között húzódó Gold Coast Seaway vízi út lehetővé teszi a hajók számára, hogy a Broadwater és a város számos csatornaparti ingatlanjai felől a kisebb hajók közvetlenül elérjék a Csendes-óceánt. A Seaway mindkét oldalán hullámtörők találhatóak, amik megakadályozzák a hosszanti sodródást és a part menti sáv eliszaposodását. Lakócsatornákat először az 1950-es években építettek de az építkezések folytatódnak. Az újabban a Harbour Quays és a 2007-ben befejezett Riverlinks. A város területén több mint 890 kilométernyi kiépített csatorna-vízparti lakóterület található, amely több mint 80 000 lakosnak ad otthont.

### A tengerparti sáv
A tengerparti sáv Ausztrália legjobb szörfös strandjai közé tartozik, ahol sok étterem és szálloda található.  A szárazföld belseje felé alig 30 percnyire viszont már esőerdők vannak, ezen területet a völgyek, vízesések, hegycsúcsokés wellness-központok jellemzik.
A város 70 kilométer hosszú tengerparton fekszik, amelyből csaknem 42 km hosszú, összefüggő tengerparti szakasz áll rendelkezésre. A tengerparti szakaszon az alábbi kerületek találhatóak: South Stradbroke Island, The Spit, Main Beach, Surfers Paradise, Broadbeach, Mermaid Beach, Nobby's Beach, Miami, North Burleigh Beach, Burleigh Beach, Burleigh Heads, Tallebudgera Beach, Palm Beach, South Palm Beach, Currumbin Beach, Tugun, Bilinga, North Kirra Beach Kirra, Coolangatta, Greenmount, Rainbow Bay, Snapper Rocks és Froggies Beach. A nyüzsgő Surfers Paradise és Broadbeach városrészekben a felhőkarcolók a homokos strandok mellett állnak,  ez a terület különösen híres szabadtéri bárjairól és éttermeiről. A Surfers Paradise-tól északra található a Main Beach negyed, ahol exkluzív dizájnhotelek, jachtokkal teli kikötő található. A központi üzleti negyed része Southport. A szomszédos Miami, Burleigh és Palm Beach városrészei menő bárokkal, butikokkal büszkélkedhetnek. A déli külterületek, Coolangatta, Currumbin partjai szintén lehetőséget adnak szörfözésre. 

### Felsőoktatási intézmények
A városban megtalálható egyetemek:
- Bond University
- Griffith University
- Southern Cross University

## Képek

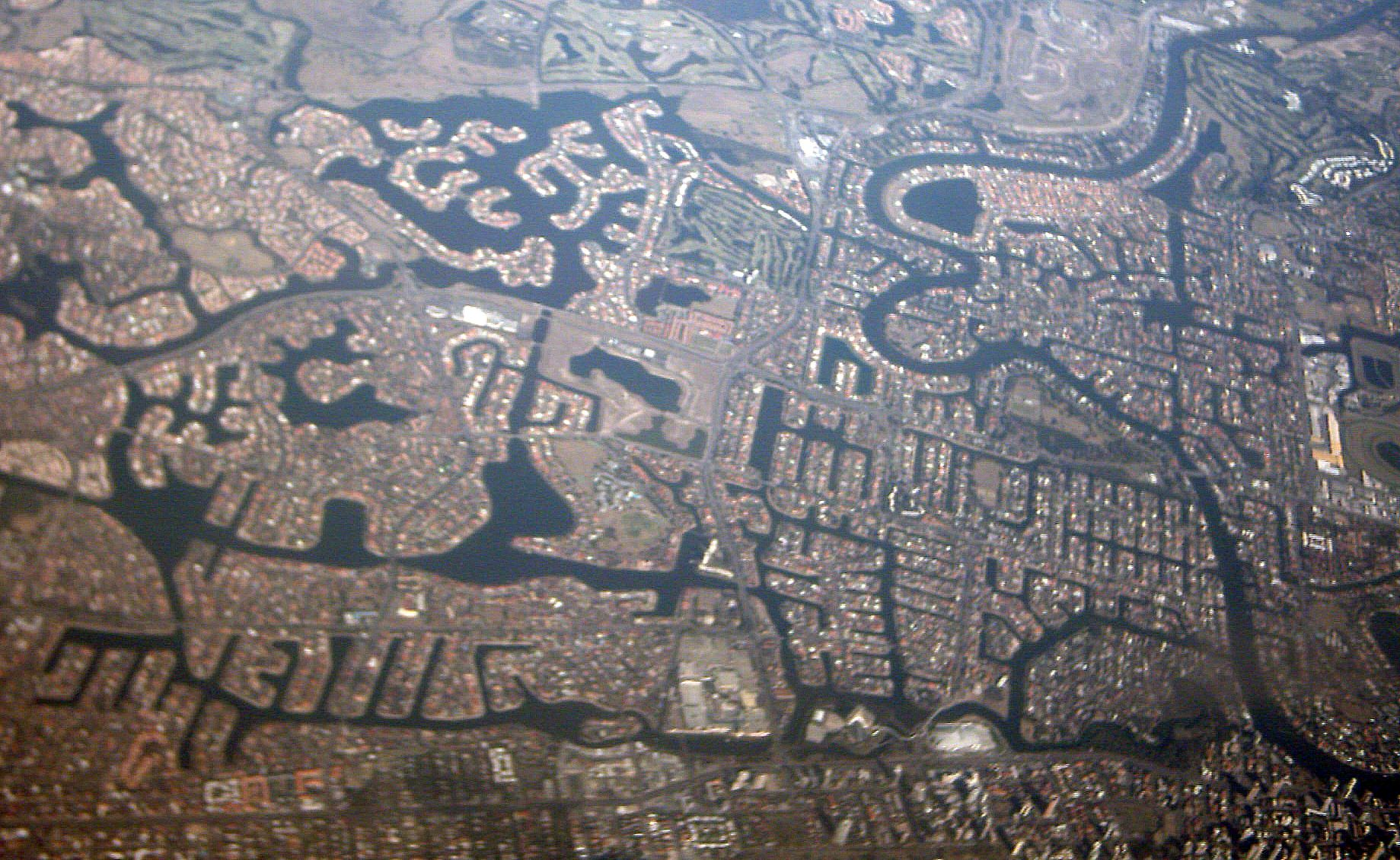
Gold Coast vízicsatornái madártávlatból: a Mermaid Waters (bal) és a Broadbeach Waters (jobb) települések

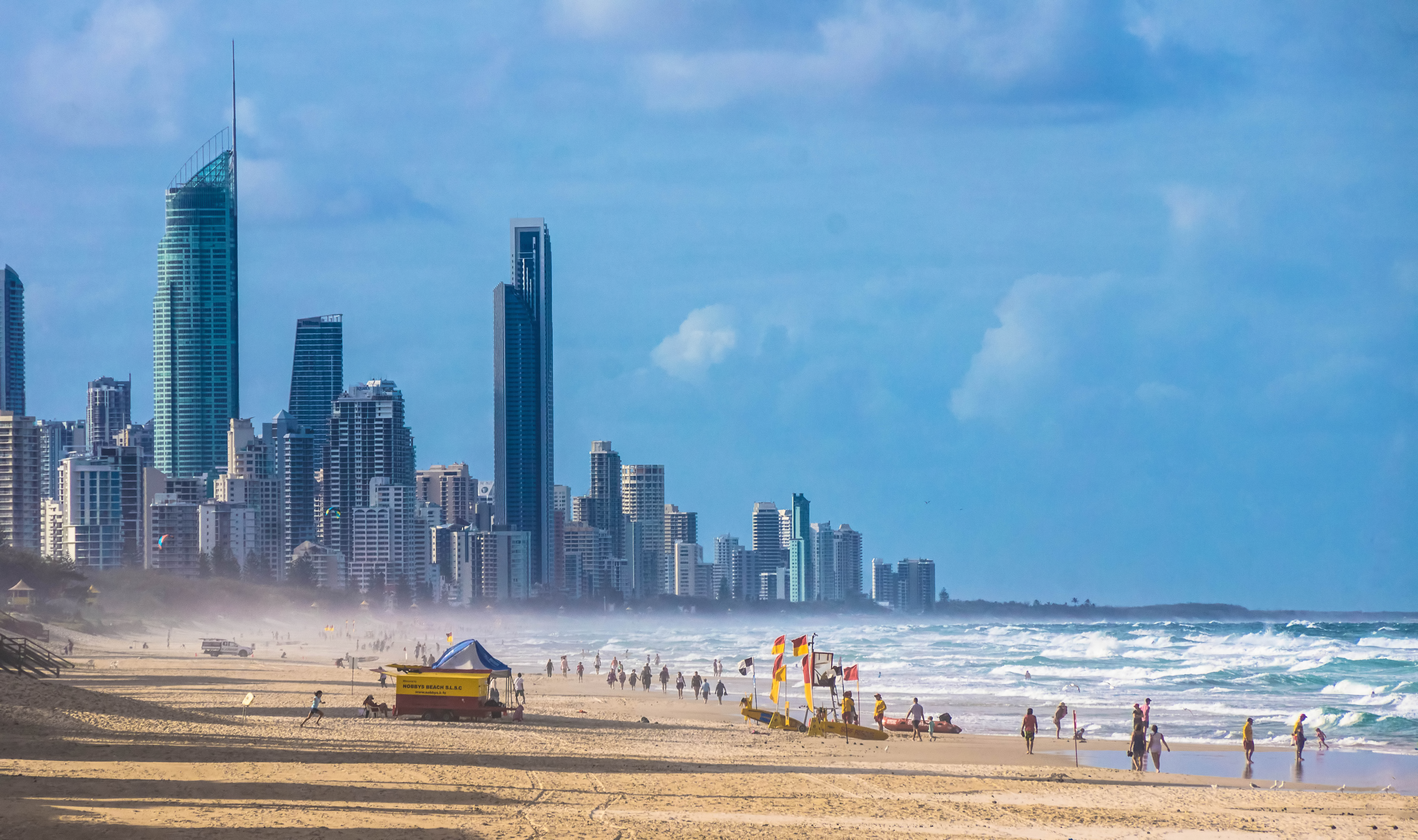
A szörfözők paradicsoma

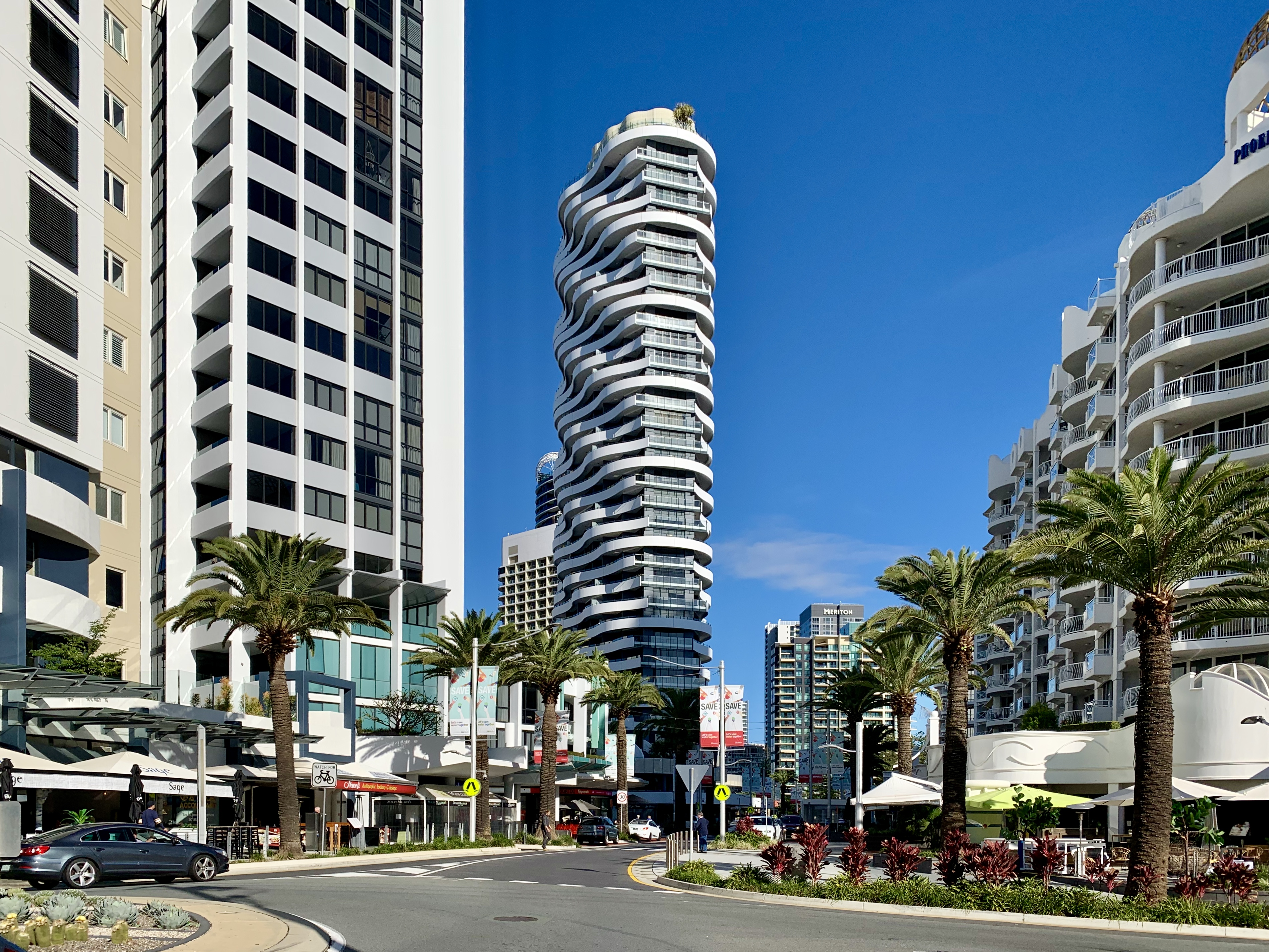
Wave épület
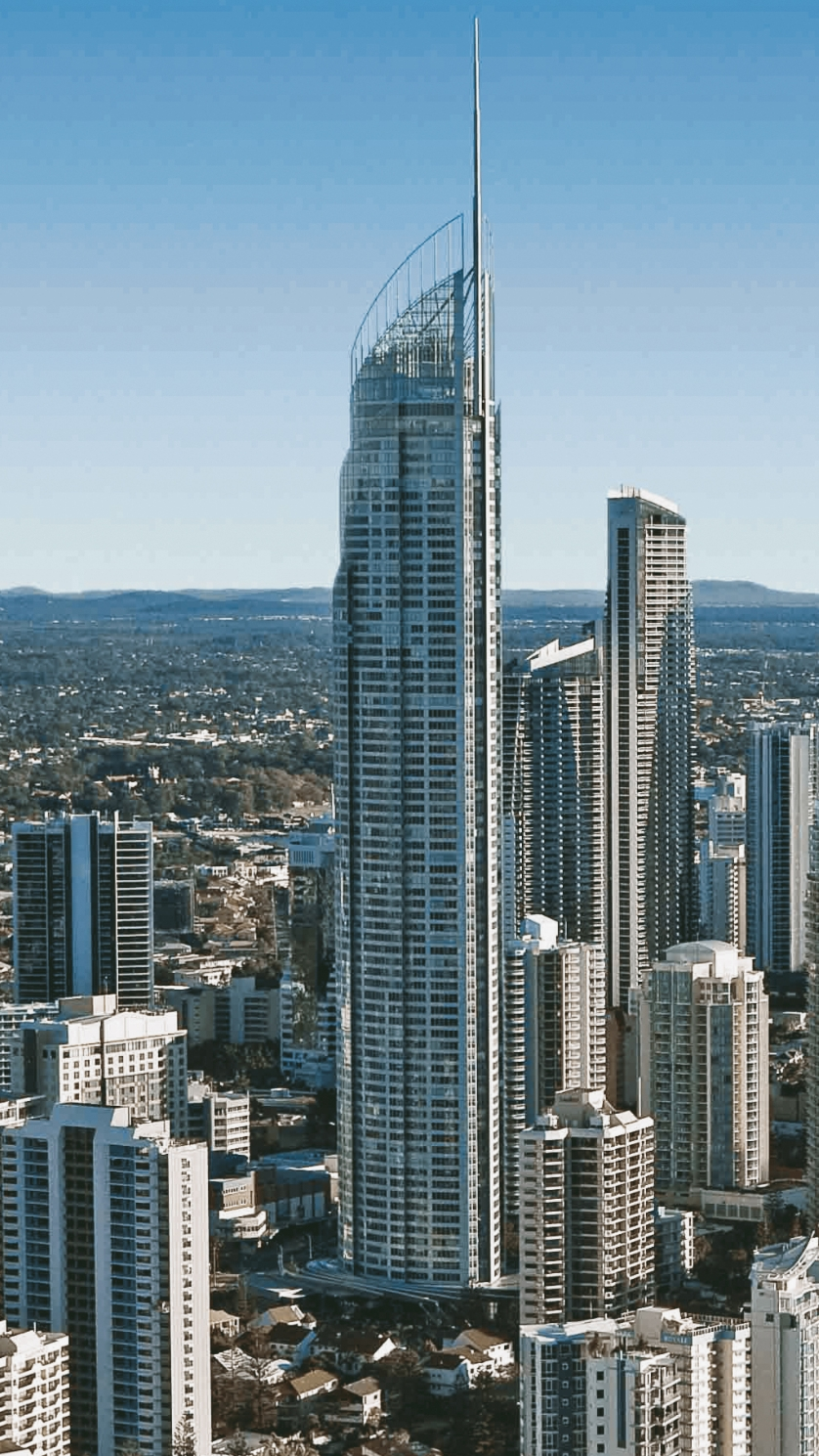
Q1 Tower
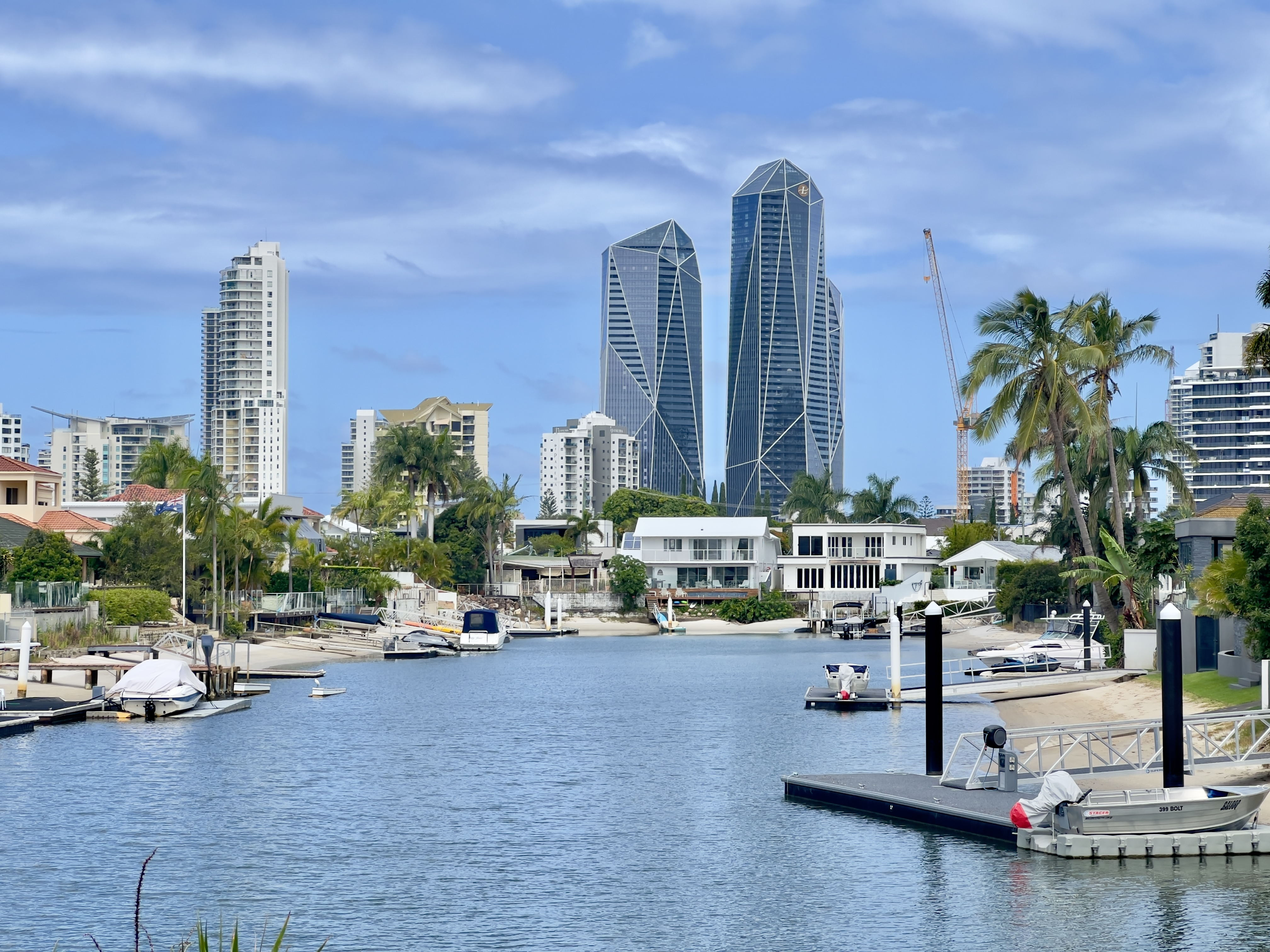
Jewel towers
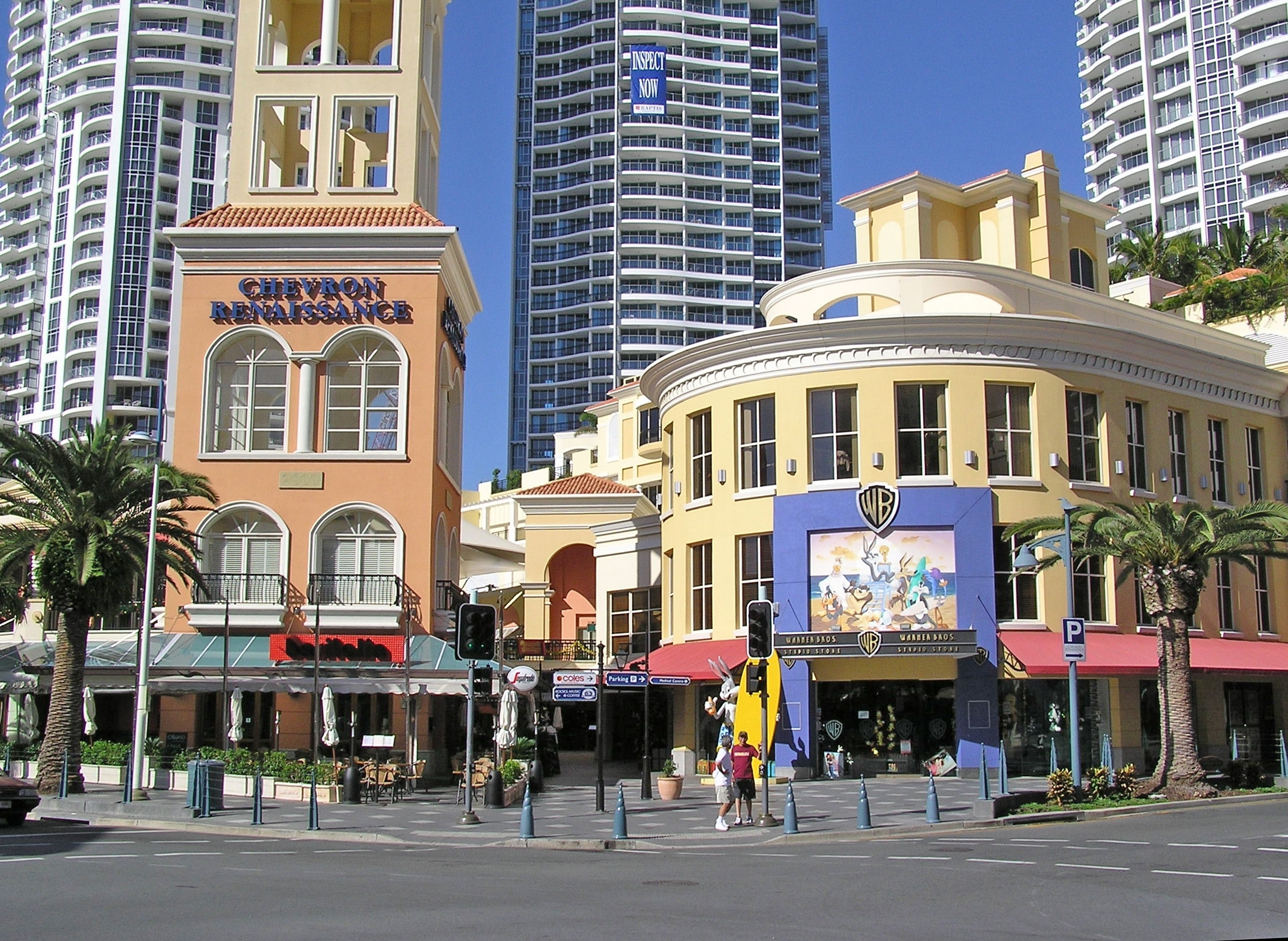
Chevron Renaissance
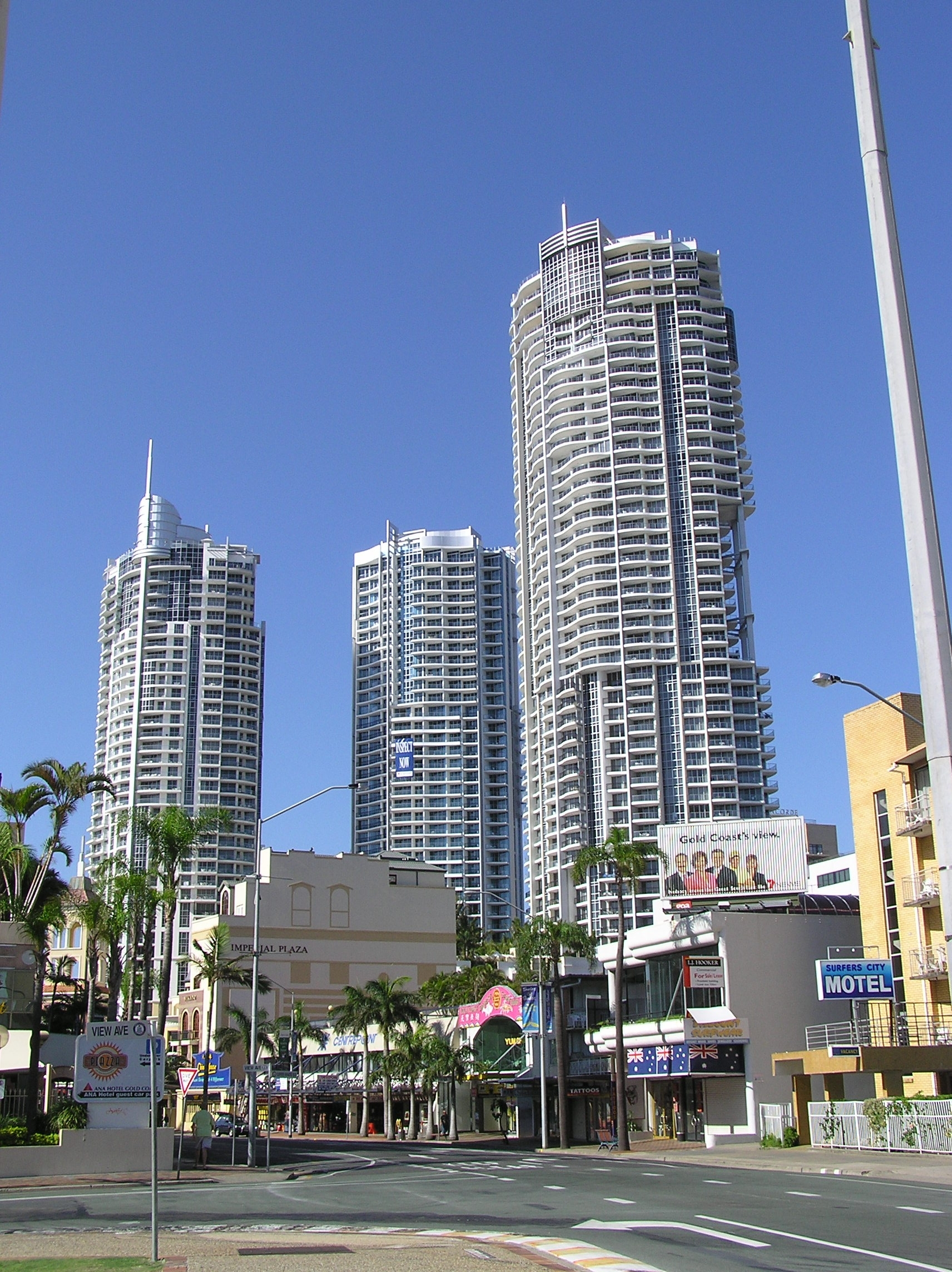
The Towers of Chevron Renaissance
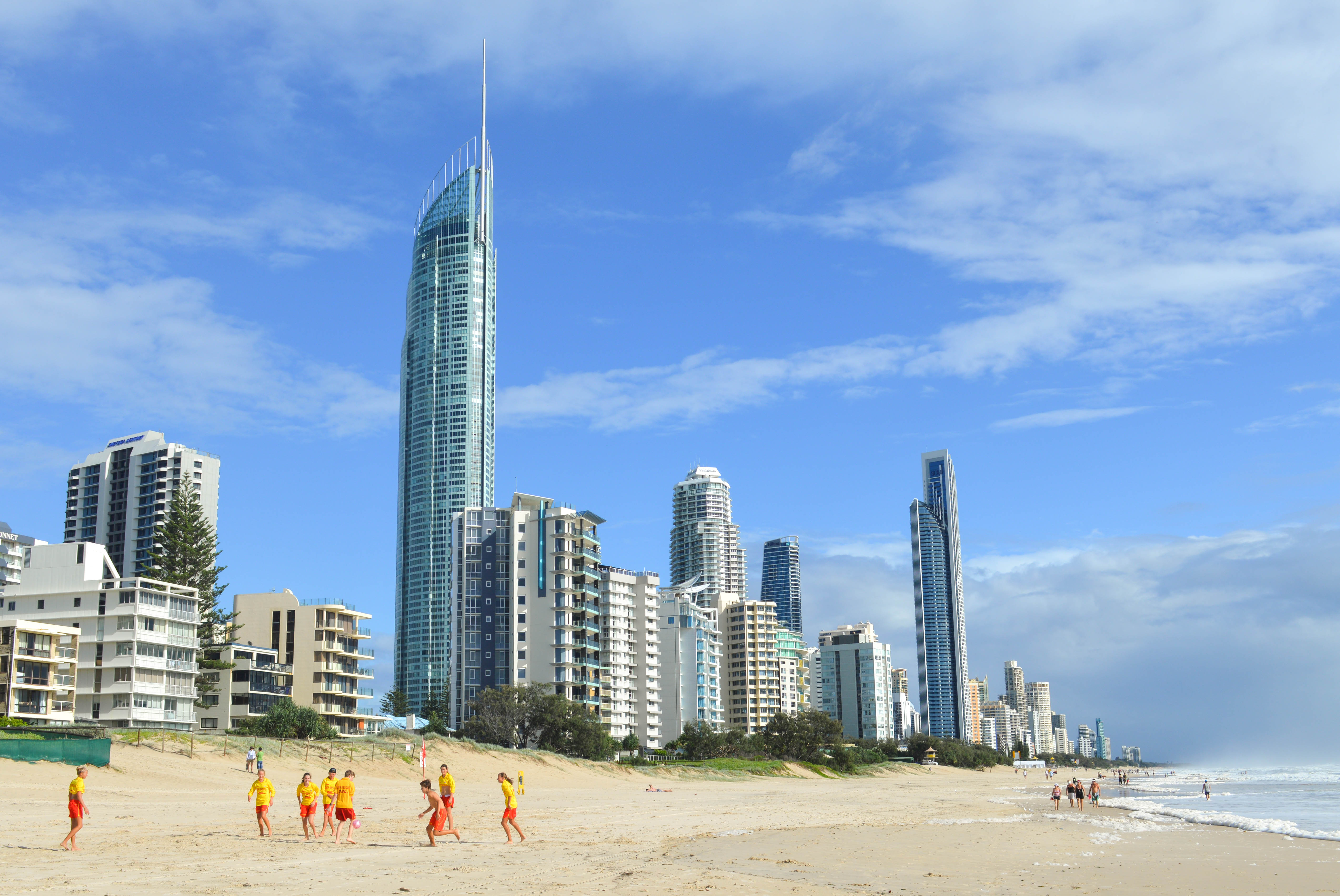
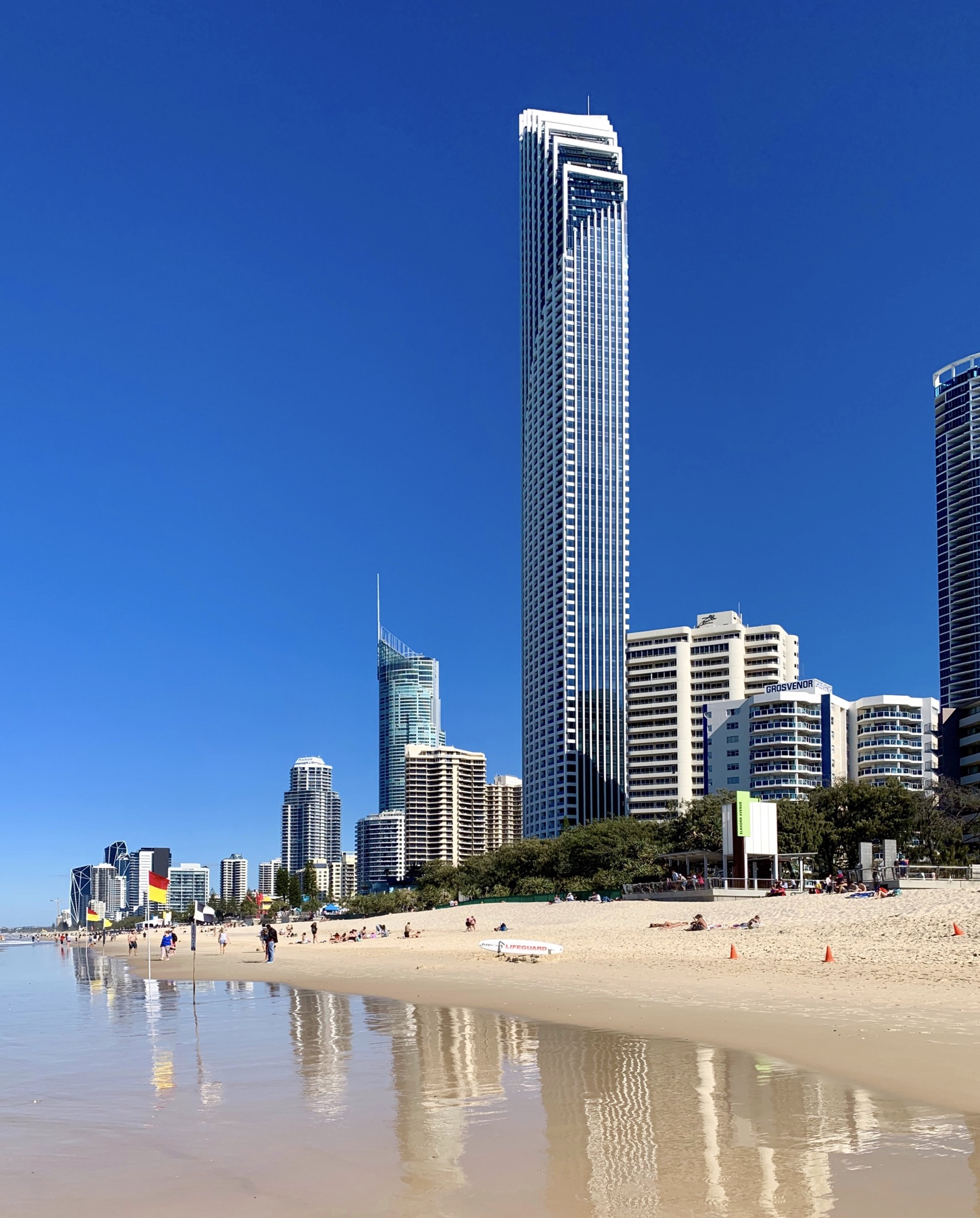
Soul Surfers Paradise
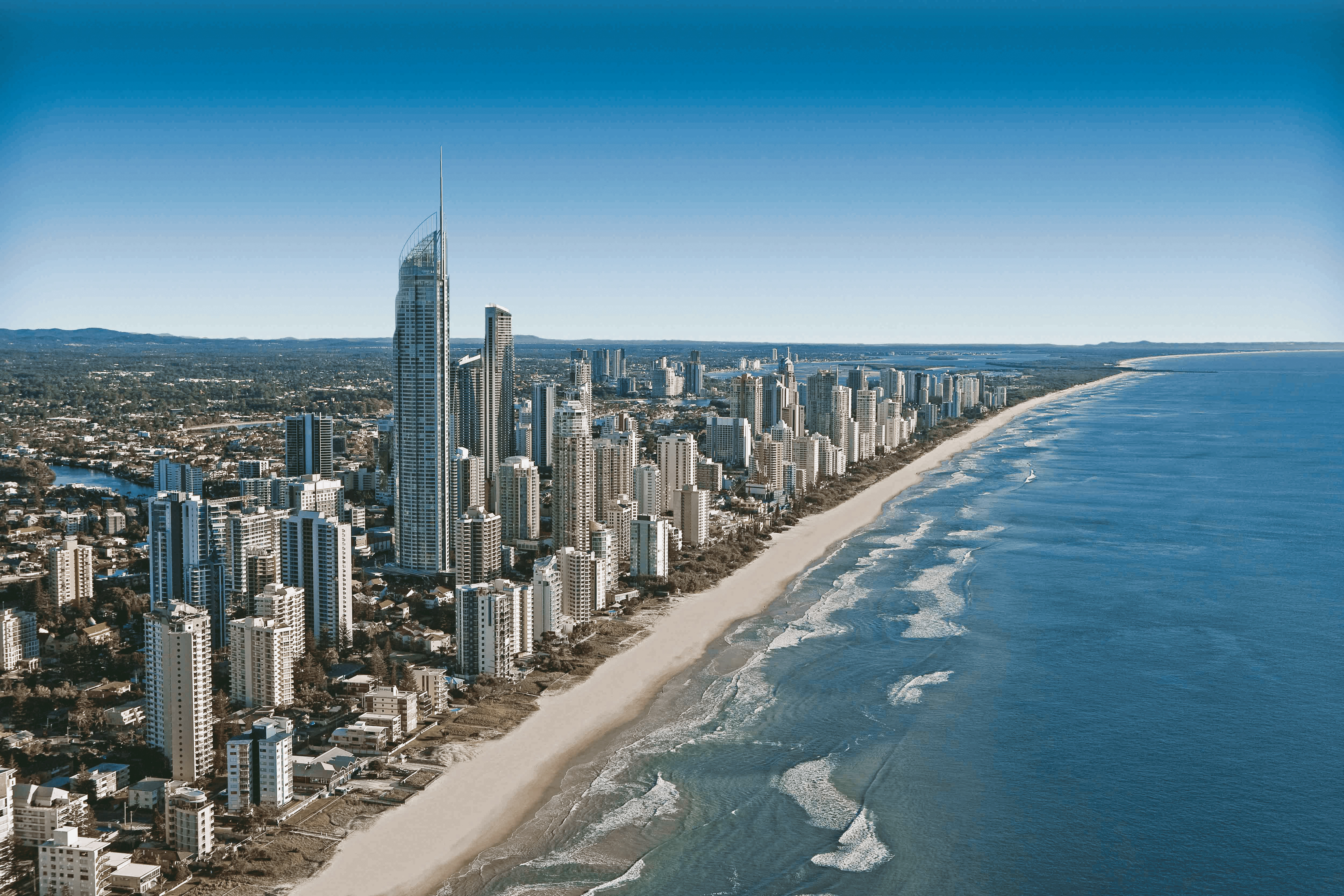